# 2184 Fujian
A 2184 Fujian (ideiglenes jelöléssel 1964 TV2) a Naprendszer kisbolygóövében található aszteroida. Bíbor-hegyi Obszervatórium fedezte fel 1964. október 9-én.